# Fredrik Risp
Fredrik Risp (Lysekil, 15 dicembre 1980) è un ex calciatore svedese, di ruolo difensore.